# Ács
Ács é uma cidade da Hungria, situada no condado de Komárom-Esztergom. Tem 103,83 km² de área e sua população em 2019 foi estimada em 6.771 habitantes.